# Amphixystis trixysta
Amphixystis trixysta är en fjärilsart som beskrevs av Edward Meyrick 1910. Amphixystis trixysta ingår i släktet Amphixystis och familjen äkta malar.
Artens utbredningsområde är Mauritius. Inga underarter finns listade i Catalogue of Life.